# 馬特·麥卡提
馬特·麥卡提（英語：Matt McCarty，1997年12月11日—），是一位美國的高爾夫球運動員，現在參加PGA巡迴賽的賽事。他自2024年開始參加PGA巡迴賽。

## 外部連結
- 馬特·麥卡提在PGA巡迴賽的官方網站
- 馬特·麥卡提在男子高爾夫世界排名的官方網站